# Шмидт, Вальдемар
Вальдема́р Шмидт (нем. Waldemar Schmidt; 7 февраля 1909, Берлин — 21 февраля 1975, Берлин) — немецкий политик, член КПГ и СЕПГ. Глава Народной полиции Восточного Берлина.

## Биография
Родом из рабочей семьи. По окончании народной школы учился на слесаря и работал по профессии. В 1928 году вступил в КПГ и в 1932—1934 годах учился в Международной ленинской школе в Москве. По возвращении участвовал в антифашистском сопротивлении и после ареста в 1935 году до 1945 года находился в заключении в Бранденбургской тюрьме.
После освобождения в 1945—1946 годах Шмидт работал секретарём окружного правления КПГ по Берлину, в 1946—1957 годах входил в Правление СЕПГ. В 1946—1948 годах работал в городской администрации Берлина советником по трудовым и кадровым вопросам. В 1946 году избирался депутатом городского собрания Большого Берлина и работал в нём до 1967 года. В 1950—1953 годах работал в звании главного инспектора на должности главы Народной полиции Берлина, сменив на этом посту Пауля Маркграфа. С августа 1953 по 1963 год Шмидт являлся постоянным заместителем обер-бургомистра Восточного Берлина. В 1963—1965 годах возглавлял отдел в секретариате Совета Министров ГДР, с 1965 года и до своей смерти в 1975 году являлся секретарём по международной работе Комитета антифашистских борцов сопротивления ГДР. В 1963—1971 годах Шмидт представлял Берлин в Народной палате ГДР и входил во фракцию СЕПГ.
Вальдемар Шмидт похоронен в Мемориале социалистов на Центральном кладбище Фридрихсфельде.